# Ralph Brand
Pour les articles homonymes, voir Brand.
Ralph Laidlaw Brand, né le 8 décembre 1936 à Édimbourg en Écosse, est un ancien joueur et entraîneur de football écossais. Il fait partie du Rangers FC Hall of Fame.

## Buts internationaux
| # | Date            | Lieu                   | Adversaire           | But | Résultat | Compétition           |
| - | --------------- | ---------------------- | -------------------- | --- | -------- | --------------------- |
| 1 | 9 novembre 1960 | Hampden Park, Glasgow  | Irlande du Nord      | 4-2 | 5-2      | BHC 1961              |
| 2 | 9 novembre 1960 | Hampden Park, Glasgow  | Irlande du Nord      | 5-2 | 5-2      | BHC 1961              |
| 3 | 3 mai 1961      | Hampden Park, Glasgow  | République d'Irlande | 1-0 | 4-1      | Qualifs. Mondial 1962 |
| 4 | 3 mai 1961      | Hampden Park, Glasgow  | République d'Irlande | 2-0 | 4-1      | Qualifs. Mondial 1962 |
| 5 | 7 mai 1961      | Dalymount Park, Dublin | République d'Irlande | 3-0 | 3-0      | Qualifs. Mondial 1962 |
| 6 | 7 octobre 1961  | Windsor Park, Belfast  | Irlande du Nord      | 3-1 | 6-1      | BHC 1962              |
| 7 | 7 octobre 1961  | Windsor Park, Belfast  | Irlande du Nord      | 5-1 | 6-1      | BHC 1962              |
| 8 | 2 mai 1962      | Hampden Park, Glasgow  | Uruguay              | 2-3 | 2-3      | Match amical          |

## Palmarès

### En tant que joueur
Rangers
- Vainqueur de la Scottish League First Division : 1952–53, 1955–56, 1956–57, 1958–59, 1960–61, 1962–63, 1963–64

- Vainqueur de la Scottish Cup : 1953, 1960, 1962, 1963, 1964

- Vainqueur de la Scottish League Cup : 1960–61, 1961–62, 1963–64, 1964–65

Manchester City
- Vainqueur de la Football League First Division : 1965–66

## Statistiques d'entraîneur
| Équipe        | Nat.                    | De            | À         | Stat | Stat | Stat | Stat | Stat |
| Équipe        | Nat.                    | De            | À         | M    | V    | N    | D    | V %  |
| ------------- | ----------------------- | ------------- | --------- | ---- | ---- | ---- | ---- | ---- |
| Darlington    | Drapeau de l'Angleterre | Décembre 1972 | Juin 1973 | 26   | 4    | 13   | 9    | 15.4 |
| Albion Rovers | Drapeau de l'Écosse     | 1973          | 1974      |      |      |      |      |      |